# 20394 Fatou
20394 Fatou (1998 MQ17) là một tiểu hành tinh vành đai chính được phát hiện ngày 28 tháng 6 năm 1998 bởi P. G. Comba ở Prescott.